# The Erised
The Erised — український англомовний електронний музичний гурт, дебютний EP якого вийшов 2 лютого 2015 року на британському лейблі Med School Music — дочірньому підприємстві Hospital Records, де видаються London Elektricity, High Contrast, Netsky, Camo & Krooked та інші світові артисти. The Erised — це суміш електронного звучання та потужного вокалу. Самі учасники називають свою музику «живою електронною музикою», а жанр характеризують як futurepop. Гурт був заснований 15 грудня 2014 року та проіснував п'ять років. 

## Колектив
На початку The Erised складався з вокалістки Соні Сухорукової і трьох хлопців, серед яких барабанщик з Бумбокса Олександр Люлякін, один з учасників електронного дуету Hidden Element Ігор Кириленко та Данило Марін — також відомий під псевдонімом Detail. 2017 року, перед початком нацвідбору до Євробачення гурт покинув Ігор Кириленко.
2 січня 2019 року на своїй офіційній сторінці у мережі Facebook гурт повідомив про припинення свого існування.

## Творчий шлях
Перший EP був виданий 2 лютого 2015 року під назвою «Desire». Він отримав хороші відгуки у пресі та оцінку від провідних музичних експертів.
MTV Iggy: «Не дивно, що колектив привернув увагу британського лейблу Med School. Їх музика буде гарно виглядати на британській поп-сцені. Міні–альбом, з акуратним вплетенням електроніки, безумовно, залишає велике бажання почути більше.»
Q Magazine: «Вивчаючи глибини інтелігентної танцювальної музики, лондонський лейбл Med School, який є підрозділом Hospital Records, наткнувся на смарагд, у вигляді пісні „Pray“, українського гурту The Erised.» 
UKF: «Після одного прослуховування їх міні-альбому ви будете радіти, що Med School  повірив у них. Насправді, краса їх музики ще більше вражає, коли ви задумуєтесь про те, що в Україні сьогодні дуже непроста ситуація.»
Дебютний повноцінний альбом «Room 414» гурт випустив у червні 2016 року, підкресливши ним дорослий та солідний звук. Цей реліз став знаковим як для гурту, так і для лейблу, який відомий своїм еклектичним підходом до підбору виконавців.
16 січня 2018 року стало відомо, що гурт візьме участь у Національному відборі до Євробачення-2018. За його підсумками вийшов до фіналу, проте не виграв. 27 квітня 2018 року вийшов новий EP під назвою One Hundred. До нього увійшли чотири композиції: «Ouu», «One Hundred», «Tempest» та «Run».

## Дискографія

### Альбоми
- Room 414 — 2016

### EP
- Desire — 2015
- One Hundred — 2018

### Сингли
- «In My Car» (2015)
- «Let Me Be» (2017)
- «Run» (2017)
- «Heroes» (2018)

## Відеокліпи
| Рік  | Назва   | Альбом   | Режисер       |
| ---- | ------- | -------- | ------------- |
| 2016 | Even If | Room 414 | Вадим Уважний |